# Kolbuszowa
Kolbuszowa è un comune urbano-rurale polacco del distretto di Kolbuszowa, nel voivodato della Precarpazia.
Ricopre una superficie di 170,59 km² e nel 2005 contava 78 793 abitanti.